# Horst von Schroeter
Horst von Schroeter (* 25. Juli 1919 in Bieberstein (Sachsen); † 25. Juli 2006 in Bonn) war ein deutscher Marineoffizier der Kriegsmarine und der Bundesmarine, zuletzt im Dienstgrad eines Vizeadmirals.

## Militärische Laufbahn

### Kriegsmarine
Feindfahrten
U 123
1. 10. April 1941 bis 11. Mai 1941 als II. W.O.
2. 15. Juni 1941 bis 23. August 1941 als II. W.O.
3. 14. Oktober 1941 bis 22. November 1941 als II. W.O.
4. 23. Dezember 1941 bis 9. Februar 1942 als II. W.O.
5. 2. März 1942 bis 2. Mai 1942 als I. W.O.
6. 16. Mai 1942 bis 5. Juni 1942 als I. W.O.
7. 5. Dezember 1942 bis 6. Februar 1943 (1 Schiff mit 3.385 BRT versenkt)
8. 13. März 1943 bis 8. Juni 1943 (5 Schiffe mit 29.538 BRT versenkt)
9. 1. August 1943 bis 7. November 1943
10. 29. Dezember 1943 bis 24. April 1944

Schroeter trat am 9. Oktober 1937 in die Kriegsmarine ein und durchlief bis zum 27. Februar 1938 seine infanteristische Grundausbildung in Stralsund. Anschließend folgte bis zum 30. Juni 1938 eine praktische Bordausbildung auf der Albert Leo Schlageter, wo Schroeter am 28. Juni zum Seekadetten ernannt wurde. Seine weitere Bordausbildung erfolgte bis zum 15. März 1939 auf dem Leichten Kreuzer Emden. Anschließend absolvierte Schroeter bis zum 29. September 1939 den Fähnrichs-Hauptlehrgang an der Marineschule Mürwik, wo er am 1. April 1939 zum Fähnrich zur See ernannt wurde. Einen anschließenden Fähnrichs-Artillerielehrgang beendete Schroeter am 30. November 1939 in Kiel-Wik. Im Anschluss hieran erfolgte seine Versetzung auf das Schlachtschiff Scharnhorst, wo er, am 1. März 1940 zum Oberfähnrich zur See befördert, seine praktische Bordausbildung zum 28. April 1940 beendete.
Anschließend wechselte Schroeter zur U-Boot-Waffe, wo er bis zum 6. Oktober 1940 einen U.T.O-Lehrgang, U.W.O-Lehrgang sowie den eigentlichen U-Lehrgang absolvierte und am 1. Mai zum Leutnant zur See befördert wurde. Nach seiner U-Boot-Ausbildung war Schroeter Adjutant bei der 1. U-Lehr-Division. Zum 6. April 1941 wurde er auf U 123 versetzt, mit dem er als II., später als I. Wachoffizier unter verschiedenen Kommandanten bis Anfang Juni 1942 zu sechs Feindfahrten auslief.
Nach einem Kommandantenschießlehrgang bei der 24. U-Flottille vom 16. Juni bis zum 31. Juli 1942, wurde Schroeter Kommandant von U 123. Mit diesem lief er bis zum 17. Juni 1944 zu vier weiteren Feindfahrten in den Atlantik aus, auf denen er sechs Schiffe mit insgesamt 32.925 BRT versenkte. Ein weiteres Schiff mit 7068 BRT wurde beschädigt. Ab 18. Juni 1944 nahm Schroeter an der Baubelehrung des im Bau befindlichen U 2506 teil, dessen Kommandant er am 31. August 1944 wurde. Mit U 2506 lief Schroeter, seit 1. Januar 1945 Kapitänleutnant, bis zum 8. Mai 1945 zu keiner Feindfahrt mehr aus. In Bergen geriet er in britische Kriegsgefangenschaft, aus der er im Juni 1947 entlassen wurde.

### Bundesmarine
Am 1. Juli 1956 trat Schroeter in die Bundesmarine ein und war bis zum 31. Oktober 1958 Inspektionschef an der Marineschule Mürwik. In dieser Position wurde er am 14. November 1956 zum Korvettenkapitän ernannt. Vom 1. November 1958 bis zum 31. März 1960 war er I. Offizier auf dem Zerstörer Z 1 und anschließend bis Ende April 1961 Prüfoffizier beim Kommando der Freiwilligen-Annahmestelle in Kiel. Von Mai 1961 bis Ende März 1963 fungierte er als Operations-Stabsoffizier beim Kommando der Schnellboote in Flensburg und wurde danach zum Kommandeur des Schulgeschwaders ernannt. Diese Position hielt er bis zum 30. September 1963 inne.
Im Anschluss war Schroeter bis Mitte April 1964 Kommandant des Tenders Weser, um ab 17. April 1964 eine Stelle als Referent in der Personalabteilung des Bundesministeriums für Verteidigung in Bonn anzutreten, wo er am 23. Dezember 1964 zum Kapitän zur See befördert wurde. Vom 1. Oktober 1966 bis zum 31. Dezember 1969 war er Unterabteilungsleiter im Verteidigungsministerium und danach bis zum 30. September 1970 Kommandeur der Abteilung Marine an der Führungsakademie der Bundeswehr in Hamburg, wo er am 20. April 1970 zum Flottillenadmiral aufstieg. Am 1. Oktober 1971 wurde Schroeter unter gleichzeitiger Ernennung zum Konteradmiral Stellvertretender Inspekteur der Marine und am 1. Oktober 1976 unter Beförderung zum Vizeadmiral Befehlshaber der Alliierten Seestreitkräfte der Ostseezugänge (COMNAVBALTAP). Diese Position hielt er bis zu seiner Verabschiedung in den Ruhestand am 30. September 1979.

## Tätigkeit im Ruhestand
Von Mai 1982 bis Mai 1990 war Horst von Schroeter Vorsitzender der Marine-Offizier-Vereinigung.

## Auszeichnungen
- U-Boot-Kriegsabzeichen (1939) am 25. August 1941
- Eisernes Kreuz (1939) II. und I. Klasse 25. August 1941 bzw. am 10. Februar 1942
- Deutsches Kreuz in Gold am 12. Dezember 1943
- Ritterkreuz des Eisernen Kreuzes am 1. Juni 1944
- U-Boot-Frontspange in Silber am 15. März 1945
- Verdienstkreuz 1. Klasse des Verdienstordens der Bundesrepublik Deutschland am 4. September 1972
- Großes Verdienstkreuz des Verdienstordens der Bundesrepublik Deutschland 1979